# Bribri
Cet article concerne la langue du peuple bribri. Pour le peuple bribri, voir Bribri (peuple).
Le bribri est une langue chibchane parlée par près de 11 000 personnes de la communauté bribri de la région costaricienne de Talamanca et dans les montagnes de la province de Bocas del Toro au Panama. Il appartient à la famille linguistique chibchane, raison pour laquelle il est lié à d'autres langues locales, telles que le teribe, le cabécar, le boruca, le ngäbe et le maléku.

## Écriture
Le département de linguistique de l’université du Costa Rica a conçu une orthographe standardisée, basée sur plusieurs travaux précédents.
| a | b | d | ch | e | ë | i | j | k | l | m | n | ñ | o | ö | p | pp | r | rr | s | sh | t | tt | tch | ts | u | y | ꞌ |

Les voyelles nasales sont indiquées à l’aide du tilde ‹ ã, ẽ, ĩ, õ, ũ › (aussi indiquées précédemment avec le macron souscrit ‹ a̱, e̱, i̱, o̱, u̱ ›), excepté après une consonne nasale (indiquant déjà la nasalisation de la voyelle).
Les tons sont indiqués à l’aide de l’accent grave pour le ton haut et l’accent aigu pour le ton descendant, ceux-ci peuvent aussi être placés sur les voyelles nasales.
| a | ã | b | c | ch | d | e | ê | ë | g | i | j | jk | k | l | m | n | o | õ | ö | p | pp | r | s | t | tch | tk | ts | u | ũ | w |

## Vocabulaire
Liste de mots de la vie de tous les jours en Bribri :
| Mot Bribri | Traduction en français |
| ---------- | ---------------------- |
| mia mia    | merci                  |
| ekeke      | à bientôt              |
| alakol     | femme                  |
| wem        | homme                  |
| awa        | médecin                |
| kal        | arbre                  |
| namu       | tigre                  |
| tö         | oui                    |
| aù         | non                    |